# Roxsters
Die Roxsters (auch Roxters) waren eine US-amerikanische Rock-’n’-Roll- und Rockabilly-Gruppe aus Florida.

## Karriere
Die Roxsters spielten im Raum West Palm Beach, Florida, seit dem Jahr 1957. Don Ward und Jerry Johnson begannen als Duo, begannen jedoch kurz danach, weitere Musiker zu suchen. Sie waren eine der ersten Rock-’n’-Roll-Bands in ihrer Region. Wie viele andere Gruppen aus Miami und Umgebung spielten sie einen volleren Sound, der von dem Schlagzeug und aggressiven Soli der Leadgitarristen geprägt war. Zeitweise spielten auch andere Musiker wie der Schlagzeuger Chuck Irwin und der Saxophonist Guy Brown in der Band.
Im August 1958 erschien ihre einzige Single bei Art Records aus Miami. Die A-Seite So Long war eine mid-tempo Rock-’n’-Roll-Nummer, während man auf Goodbye Baby ein vom Ska beeinflusstes Gitarrenintro hören konnte. Neben einigen unveröffentlichten Bändern dienten die Roxsters Ende 1957 auch Wesley Hardin, der keine eigene Band hatte, als Hintergrundgruppe.
1960 wechselte Keith MacKendrick zu den Apollos, die für Mercury Records aufnahmen, schloss sich später aber den Champs an. In den 1980er Jahren spielte MacKendrick in einer Country-Band in West Palm Beach. Sein Sohn schlug ebenfalls eine Karriere als Musiker ein. Die Roxsters lösten sich wahrscheinlich Ende der 1950er-Jahre auf.

## Diskografie
| Jahr                    | Titel                              | Label # |
| ----------------------- | ---------------------------------- | ------- |
| 1958                    | So Long / Goodbye Baby             | Art 175 |
| Unveröffentlichte Titel |                                    |         |
|                         | - I Was Doing It, Too - She’s Mine |         |